# Mohammad Ghadir
Mohammad Ghadir (Arabisch: محمد غدير, Hebreeuws: מוחמד גדיר) (Bir al-Maksur, 21 januari 1991) is een Israëlisch voetballer die bij voorkeur als aanvaller speelt. Hij tekende in 2018 bij Hapoel Bnei Sachnin.

## Clubcarrière
Ghadir is afkomstig uit de jeugdopleiding van Maccabi Haifa. Op 31 mei 2008 maakte hij op zeventienjarige leeftijd zijn opwachting in de Ligat Ha'Al tegen MS Asjdod. 0p 22 november 2008 maakte hij zijn eerste doelpunt tegen Hapoel Petach Tikwa. Tijdens het seizoen 2012/13 werd de aanvaller uitgeleend aan Waasland-Beveren. Dat werd geen succes, hij speelde slechts vijf wedstrijden in de Jupiler Pro League. Gedurende het seizoen 2013/14 en het seizoen 2014/15 werd hij uitgeleend aan Hapoel Bnei Sachnin. In juni 2015 tekende Ghadir voor vier seizoenen bij Lokeren.

## Statistieken
| Seizoen | Club                  | Land   | Competitie         | Wed. | Doelp. |
| ------- | --------------------- | ------ | ------------------ | ---- | ------ |
| 2007/08 | Maccabi Haifa         | Israël | Ligat Ha'Al        | 3    | 0      |
| 2008/09 | Maccabi Haifa         | Israël | Ligat Ha'Al        | 10   | 1      |
| 2009/10 | Maccabi Haifa         | Israël | Ligat Ha'Al        | 31   | 3      |
| 2010/11 | Maccabi Haifa         | Israël | Ligat Ha'Al        | 22   | 6      |
| 2011/12 | Maccabi Haifa         | Israël | Ligat Ha'Al        | 22   | 4      |
| 2012/13 | → Waasland-Beveren    | België | Jupiler Pro League | 5    | 0      |
| 2013/14 | → Hapoel Bnei Sachnin | Israël | Ligat Ha'Al        | 32   | 6      |
| 2014/15 | → Hapoel Bnei Sachnin | Israël | Ligat Ha'Al        | 29   | 16     |
| 2015/16 | KSC Lokeren           | België | Jupiler Pro League | 8    | 0      |
| 2015/16 | Hapoel Beer Sheva     | Israël | Ligat Ha'Al        | 8    | 0      |
| 2016/17 | Hapoel Beer Sheva     | Israël | Ligat Ha'Al        | 15   | 3      |
| 2017/18 | Hapoel Beer Sheva     | Israël | Ligat Ha'Al        | 1    | 0      |
| 2018/19 | Hapoel Beer Sheva     | Israël | Ligat Ha'Al        | 1    | 0      |
| 2018/19 | Hapoel Bnei Sachnin   | Israël | Ligat Ha'Al        | 12   | 3      |
| Totaal  | Totaal                | Totaal | Totaal             | 199  | 42     |

## Interlandcarrière
Ghadir kwam reeds uit voor diverse Israëlische nationale jeugdelftallen. Hij maakte één doelpunt in zeven interlands voor Israël –21.